# Parthenocissus inserta
Parthenocissus inserta o P. vitacea, también conocida como enredadera de matorral, falsa enredadera de Virginia, madreselva o madreselva de uva, es una enredadera leñosa nativa de América del Norte, en el sureste de Canadá (oeste a sur de Manitoba) y una gran área de los Estados Unidos Unidos, desde Maine al oeste hasta Montana y al sur hasta Nueva Jersey y Misuri en el este, y desde Texas hasta Arizona en el oeste. Está presente en California, pero puede ser una especie introducida tan al oeste. Ha sido introducida en Europa.

## Descripción
P. inserta es una enredadera (liana) leñosa trepadora y expansiva, que alcanza una longitud de 20 m y usa pequeños zarcillos ramificados con puntas entrelazadas. Las hojas son palmeadas compuestas, compuestas de cinco folíolos, cada uno de los cuales alcanza los 13 cm de largo y 7 cm de ancho. Los folíolos tienen un margen dentado grueso.
Las flores son pequeñas y verdosas, se producen en racimos a fines de la primavera y maduran a fines del verano o principios del otoño y se convierten en pequeñas bayas de color negro azulado. Estas bayas contienen oxalatos y la planta puede causar dermatitis.
Esta especie está estrechamente relacionada y comúnmente se confunde con P. quinquefolia (enredadera de Virginia). Se diferencian en su forma de trepar, con los zarcillos enroscándose alrededor de los tallos de las plantas en P. inserta sin los discos adhesivos redondos que se encuentran en las puntas de los zarcillos de P. quinquefolia, aunque los extremos pueden tener forma de garrote cuando se insertan en una grieta. Una consecuencia de esto es que (a diferencia de P. quinquefolia) no puede escalar paredes lisas, solo a través de arbustos y árboles. Además, los folíolos de P. inserta son brillantes cuando son jóvenes y ligeramente pálidos por debajo, mientras que los de P. quinquefolia son opacos por encima y de color verde pálido, blanqueados o glaucos por debajo. La ramificación del capullo de P. inserta es dicotómica o tricotómica, con ramas de igual grosor, mientras que P. quinquefolia se ramifica de manera desigual, con un eje central definido. Las bayas de P. inserta son más grandes, de 8 a 12 mm de diámetro, en comparación con los 5 a 8 mm de ancho de P. quinquefolia. Los peciolulos de los folíolos maduros de P. inserta suelen ser más largos, de 5 a 30 mm de largo, en comparación con los sésiles o hasta 10 mm de P. quinquefolia.

## Taxonomía
P. inserta fue descripta por primera vez en 1887 por Anton Kerner, como Vitis inserta. Fue transferido a Parthenocissus por Karl Fritsch en 1922. Por separado, en 1893, Ellsworth Brownell Knerr la describió como la variedad vitacea de Ampelopsis quinquefolia (un sinónimo de P. quinquefolia). Albert Spear Hitchcock elevó la variedad a la especie completa P. vitacea en 1894. El epíteto inserta de Kerner tiene prioridad sobre el vitacea de Knerr, por lo que el nombre correcto es P. inserta.

## Ecología
Las flores de esta enredadera son visitadas con frecuencia por Mordella marginata, un escarabajo de las flores que da vueltas. Se han observado varias especies de abejas recolectando polen de las flores, incluidas las abejas sudoríparas Augochlora pura, Lasioglossum subviridatum y Lasioglossum zephyrus. Los frutos son comidos por los pájaros.